# Jysk-Fyenske Jernbaner
De Jysk-Fyenske Jernbaner (JFJ) var et dansk jernbaneselskab dannet af staten i 1867. Selskabets navn blev i 1874 ændret til De Danske Statsbaner i Jylland-Fyn, uformelt De Jysk-Fynske Statsbaner, efter at staten besluttede, at selskabet skulle forblive statsejet.
Selskabet overtog materiel og aktiviteter fra Det Danske Jernbanedriftselskab, der var oprettet af konsortiet Peto, Brassey and Betts. Medlemmer af konsortiet var kommet i økonomiske problemer under en økonomiske krise i England og måtte afhænde deres arrangementer. Konsortiet havde bygget og drevet de første jernbaner i Jylland og på Fyn og udbygningen fortsatte under det statslige selskab.
JFJ blev efter statens overtagelse af Det Sjællandske Jernbaneselskab i 1880 sammenlagt til DSB i 1885.

## Ledelse
- (1862-1866) John S. Louth, overdriftsbestyrer
- (1866-1867) F.H. Trevithick, overdriftsbestyrer
- (1867-1885) Niels Henrik Holst, driftsbestyrer, siden generaldirektør for DSB

| Jernbane | Spire Denne jernbaneartikel er en spire som bør udbygges. Du er velkommen til at hjælpe Wikipedia ved at udvide den. |